# Old Agency
Old Agency – jednostka osadnicza w Stanach Zjednoczonych, w stanie Montana, w hrabstwie Sanders.